# Robert Barron
Robert Emmett Barron (Chicago, 19 november, 1959) is een Amerikaanse prelaat van de Rooms-Katholieke Kerk, sinds 2022 bisschop van het Bisdom Winona–Rochester, een van de vijf bisdommen van de staat Minnesota. Dr. Barron is een bekende bijbelgeleerde en auteur, maar is vooral bekend geworden als de stichter van het katholieke mediakanaal Word on Fire. In zijn informele rol als "internetbisschop" is hij ook een veel bekeken en gehoorde spreker op sociale media.

## Loopbaan
Barrons interesse voor theologie ontstond toen hij kennismaakte met de leer van Thomas van Aquino tijdens zijn middelbareschooltijd. Barron gaat theologie en filosofie studeren en haalt in de tachtiger jaren aan de Katholieke Universiteit van Amerika zijn Bachelor en Master in filosofie. In 1986 behaalt Barron zijn licentiaat in de Sacra Theologia en werd hetzelfde jaar tot priester gewijd door kardinaal Joseph Bernardin. Tot 1989 dient Barron als kapelaan in Park Ridge, Illinois. Hierna verhuist hij naar Frankrijk, alwaar hij in 1992 zijn doctoraat in de Sacra Theologia behaalt, aan het Institut Catholique de Paris.
Teruggekomen in de Verenigde Staten, doceert Barron van 1992 tot 2015 systematische theologie aan de University of St. Mary of the Lake. Van 2012 tot 2015 was hij tevens rector van de katholieke onderwijsinstelling. Als spreker en gasthoogleraar is Barron zowel nationaal als internationaal actief. Zo sprak hij onder andere in 2015 tijdens de World Meeting of Families in Philadelphia en in 2016 bij de Wereldjongerendagen in Polen. Barron geeft ook lezingen bij niet-religieuze organisaties en evenementen. Zo sprak hij onder andere op de hoofdkwartieren van Amazon, Google en Facebook.
Op 21 juli, 2015 stelt Paus Franciscus Barron aan als hulpbisschop van het aartsbisdom Los Angeles en titulair bisschop van Macriana. Op 8 september, 2015 wordt Barron door aartsbisschop José Horacio Gómez in Los Angeles tot bisschop gewijd. Na zijn dienst als hulpbisschop, wordt Barron in 2022 bevorderd tot bisschop van het bisdom Winona–Rochester, Minnesota.

## Media
Bisschop Barron maakt actief gebruik van vele sociale media, waarmee hij een groot online publiek weet te bereiken. In 2000 stichtte hij Word on Fire, een katholiek mediakanaal die eerst via traditionele media - radio en televisie - en later via nieuwe media mensen wist te bereiken. Middels Word on Fire verkondigt Barron het evangelie en nodigt daarbij mensen uit om zich aan te sluiten bij het katholieke geloof. De organisatie tracht een verdieping en verrijking van het katholieke geloof te bieden alsmede de verspreiding ervan.
Barron groeit uit tot een grote mediapersoonlijkheid, met 3,1 miljoen volgers op Facebook, 572,000 abonnees op zijn YouTube-kanaal, 358,000 Instagram-volgers en meer dan 212,000 volgers op Twitter. Verder is Barron een graag geziene gast bij (katholieke) televisiezenders en -programma's. In 2011 maakte hij een van zijn bekendere documentaires: Catholicism. Deze 10-delige docuserie verscheen op dvd en werd uitgezonden door PBS.

## Uitgebrachte werken

### Boeken
- A Study of the De potentia of Thomas Aquinas in Light of the Dogmatik of Paul Tillich (1993)
- Thomas Aquinas: Spiritual Master (1996)
- And Now I See: A Theology of Transformation (1998)
- Heaven in Stone and Glass (2000)
- The Strangest Way: Walking the Christian Path (2002)
- Bridging the Great Divide: Musings of a Post-Liberal, Post-Conservative, Evangelical Catholic (2004)
- The Priority of Christ: Toward a Post-Liberal Catholicism (2007)
- Word on Fire: Proclaiming the Power of Christ (2008)
- Eucharist (2008)
- Catholicism (2011)
- Seeds of the Word: Finding God in the Culture (2015)
- 2 Samuel (2015)
- Exploring Catholic Theology (2015)
- Vibrant Paradoxes: The Both/And of Catholicism (2016)
- To Light a Fire on the Earth: Proclaiming the Gospel in a Secular Age (2017)
- Arguing Religion (2018)
- Letter to a Suffering Church: A Bishop Speaks on the Sexual Abuse Crisis (2019)
- Centered: The Spirituality of Word on Fire (2020)
- Renewing Our Hope: Essays for the New Evangelization (2020)

### DVDs
- Untold Blessings The Three Paths of Holiness (2005)
- Conversion (2006)
- Faith Clips (2007)
- Seven Deadly Sins, Seven Lively Virtues (2007)
- Eucharist (2009)
- Catholicism (2011)
- Catholicism: The New Evangelization (2013)
- Priest, Prophet, King (2014)
- The Mystery of God (2015)
- Catholicism: The Pivotal Players Volume I (2016)
- David the King (2017)
- The Mass (2018)
- Catholicism: The Pivotal Players St. Augustine & St. Benedict (2018)
- Catholicism: The Pivotal Players Fulton Sheen & Flannery O'Connor (2019)